# Żabowo (województwo zachodniopomorskie)
Żabowo – wieś sołecka w Polsce położona w województwie zachodniopomorskim, w powiecie goleniowskim, w gminie Nowogard.
We wsi istnieje szkoła podstawowa i filia nowogardzkiej biblioteki publicznej. Do Żabowa można dojechać pociągiem (przystanek kolejowy Żabowo) oraz modernizowaną drogą DK6 Szczecin - Gdańsk. Miejscowym zespołem piłki siatkowej jest Max Żabowo. W centrum w nawsiu położony jest XIX-wieczny kościół Matki Bożej Różańcowej.
Według danych z 1 stycznia 2011 Żabowo liczyło 240 mieszkańców.
W latach 1975–1998 miejscowość należała administracyjnie do województwa szczecińskiego.